# Styrian Bears 2014
Questa voce raccoglie le informazioni riguardanti gli Styrian Bears nelle competizioni ufficiali della stagione 2014.

## AFL - Division II 2014

### Stagione regolare
| 30 marzo 2014 1ª giornata | Styrian Bears | 7 – 14 (7-6 -8 0-0 0-0) | Salzburg Bulls | (150 spett.) |

| 5 aprile 2014 2ª giornata | Traun Steelsharks | 39 – 34 (13-13 20-14 6-0 0-7) | Styrian Bears |  |

| 20 aprile 2014 3ª giornata | Vienna Warlords | 21 – 20 (7-7 0-0 7-7 7-6) | Styrian Bears |  |

| 27 aprile 2014 4ª giornata | Styrian Bears | 27 – 9 (14-0 7-6 3-3 3-0) | Schwaz Hammers |  |

| 10 maggio 2014 6ª giornata | Styrian Bears | 6 – 20 (0-0 3-7 3-6 0-7) | Traun Steelsharks |  |

| 18 maggio 2014 7ª giornata | Styrian Bears | 21 – 12 (7-0 0-0 7-0 7-12) | Vienna Warlords |  |

| 22 giugno 2014 8ª giornata | Salzburg Bulls | 15 – 18 (0-0 7-15 0-0 8-3) | Styrian Bears | (300 spett.) |

| 28 giugno 2014 9ª giornata | Schwaz Hammers | 20 – 56 (14-21 6-14 0-14 0-7) | Styrian Bears |  |

### Playoff
| 19 luglio 2014 Semifinale | AFC Rangers Mödling | 42 – 14 (0-0 21-7 14-7 7-0) | Styrian Bears |  |

### Statistiche di squadra
| Competizione      | %Vittorie | In casa | In casa | In casa | In casa | In casa | In casa | In trasferta | In trasferta | In trasferta | In trasferta | In trasferta | In trasferta | Totale | Totale | Totale | Totale | Totale | Totale |
| Competizione      | %Vittorie | G       | V       | N       | P       | Pf      | Ps      | G            | V            | N            | P            | Pf           | Ps           | G      | V      | N      | P      | Pf     | Ps     |
| ----------------- | --------- | ------- | ------- | ------- | ------- | ------- | ------- | ------------ | ------------ | ------------ | ------------ | ------------ | ------------ | ------ | ------ | ------ | ------ | ------ | ------ |
| Stagione regolare | .500      | 4       | 2       | 0       | 2       | 61      | 55      | 4            | 2            | 0            | 2            | 128          | 95           | 8      | 4      | 0      | 4      | 189    | 150    |
| Playoff           | .000      | 0       | 0       | 0       | 0       | 0       | 0       | 1            | 0            | 0            | 1            | 14           | 42           | 1      | 0      | 0      | 1      | 14     | 42     |
| Totale            | .444      | 4       | 2       | 0       | 2       | 61      | 55      | 5            | 2            | 0            | 3            | 142          | 137          | 9      | 4      | 0      | 5      | 203    | 192    |